# 311957 Barryalbright
311957 Barryalbright è un asteroide della fascia principale. Scoperto nel 2007, presenta un'orbita caratterizzata da un semiasse maggiore pari a 2,6667389 au e da un'eccentricità di 0,1585305, inclinata di 10,14168° rispetto all'eclittica.
L'asteroide è dedicato al paleontologo statunitense Barry Albright.